# سانتياغو ميلي
سانتياغو ميلي (بالإسبانية: Santiago Mele)‏ (6 سبتمبر 1997 بمونتفيدو في الأوروغواي - ) هو لاعب كرة قدم أوروغواني في مركز حراسة المرمى.

## وصلات خارجية
- سانتياغو ميلي على موقع الاتحاد الدولي (مؤرشف)  (الإنجليزية)
- سانتياغو ميلي على موقع اتحاد تركيا (لاعب) (الإنجليزية)
- سانتياغو ميلي على موقع قاعدة بيانات كرة القدم.إي يو (الإنجليزية)
- سانتياغو ميلي على موقع Soccerway.com (الإنجليزية)
- سانتياغو ميلي على موقع عالم كرة القدم.نت (الإنجليزية)
- سانتياغو ميلي على موقع AS.com (الإسبانية)